# Pedro de Araújo
Pedro de Araújo (c. 1640-c. 1705) fue un organista y compositor portugués.

## Biografía
Trabajó en la archidiócesis de Braga, existiendo registros según los cuales ejerció los cargos de director de coro y profesor de música en el seminario conciliar de san Pedro y san Pablo en Braga entre 1662 y 1668, y de segundo organista en la catedral de Braga hasta 1665. En 1665 asume un cargo en Joane (Vila Nova de Famalicão), donde trabajó hasta, al menos, 1704.
Pedro de Araújo tiene trece obras para órgano y otras seis se le atribuyen debido a la similitud de sus características estilísticas. Su escritura musical incluye elementos aragoneses, italianos y portugueses.
Su obra más famosa es la Batalla 6.º tom, que incluye muchos elementos de la batalla de Clément Janequin.

## Trabajos de órgano
1. Meio Registo terçado de três tiples
2. Fantasia de 1º Tom ou Fantasia de 2º Tom
3. Fantasia de 4º Tom
4. Fantasia de 8º Tom
5. Batalha de 6º Tom
6. Consonâncias de 1º Tom ou Obra de 1º Tom
7. Obra de Passo Solto de 7º Tom
8. Obra de 2º Tom
9. Obra de 6º Tom
10. Obra de 8º Tom
11. Tento de 2º Tom
12. Obra de 1° Tom por B Quadro ou Obra de 2° Tom por B Quadro
13. Obra de 1° Tom sobre a Salve Regina

## Discografía
- Castro, Ana Mafalda (1995), Música Portuguesa para Tecla: Séculos XVI e XVII, Emi-Valentim de Carvalho Música. Clássicos Portugueses 4, Jornal Público.
- Doderer, Gerhard (1994), Os Órgãos da Sé Catedral de Braga, Numérica, NUM 1028.
- Hora, Joaquim Simões da (1994), Lusitana Musica, Volume I, Órgãos Históricos Portugueses: Évora, Porto, Emi-Valentim de Carvalho Música.
- Hora, Joaquim Simões da (1994), Lusitana Musica, Volume III, Órgãos Históricos Portugueses: Faro, Óbidos, Emi-Valentim de Carvalho Música.
- Hora, Joaquim Simões da (1994), Batalhas & Meios Registos, MoviePlay. Fundação Calouste Gulbenkian e Lisboa 94: Capital Europeia da Cultura.
- Janeiro, João Paulo (2000), A influência da Música Italiana para Tecla: Na 2ª Metade do Século XVII e 1ª Metade do Século XVIII, MoviePlay Classics.
- Vaz, João (2011), El Organista “Portogoes”: Livro de obras de Orgão juntas pella coriosidade do P. P. Fr. Roque da Cõceição, Anno de 1695: Zaragoza, Institución Fernando El Católico.